# 愛在征服世界後
《愛在征服世界後》是由野田宏負責原作、若松卓宏負責作畫的日本漫畫，連載於講談社漫畫雜誌《月刊少年Magazine》2019年11月號至2022年12月號。改編電視動畫於2022年4月8日至6月24日播映。

## 故事概要
超級英雄戰隊「冰菓5戰士（Gelato 5）」的隊長紅戰士相川不動一直都以對抗秘密結社「月光」為己任，卻愛上敵方陣容的王牌戰鬥員「死神公主」禍原死死美。不動鼓起勇氣向死死美告白，兩人結為情侶。不過，兩人因為各自立場的關係，必須將交往一事保密。兩人在戰場上假裝戰鬥，在工作外偷偷約會。

## 角色列表

### 主要角色
相川不動／紅戰士（聲：小林裕介）
本作男主角。紅戰士（1號）。興趣是鍛鍊身體。性格較為木訥，但面對死死美的事會變得相當積極。與死死美告白成功後兩人開始交往並互相保密。結局成為了月光的死神王子。
禍原死死美／死神公主（聲：長谷川育美）
本作女主角。老家在博多。實力強悍，秘密組織“月光”的戰鬥員隊長，隊裡的死神公主。在初中時把所有襲擊自己的不良打倒而被譽為「親不孝路的死神」。父親曾是月光的戰鬥員。雖在隊中被各種謠傳成聞風喪膽的死神，但日常中就是個不折不扣的少女。擅長家政，在學校是手工藝社社員。喜歡可愛的事物與做美甲，晚上喜歡做皮拉提斯。宿舍與個人休息室的裝潢也是少女風的擺設。本以為自己與戀愛無緣，之後被不動的告白感動後兩人開始交往並互相保密。

### 傑拉特5戰士與相關者
王子野隼人／藍戰士（聲：興津和幸）
藍戰士（2號）。長相帥氣，非常自戀。迷戀魔島忌忌，自己不知道對方的身分。結局成為了月光的禁斷王子。
神宮寺美咲／黃戰士（聲：稗田寧寧）
黃戰士（3號）。性格大咧咧的大姊頭，喜歡喝酒與收集八卦。目前還單身，總是給規劃約會計劃時的不動出餿主意。加入傑拉特5前是一名OL，曾經獨自打倒月光的一眾戰鬥員。結局在大吾開設的「居酒屋大吾」擔任侍應。
有栖川春／粉紅戰士（聲：日高里菜）
粉紅戰士（4號）。暗戀不動。私下得知死死美和不動交往的秘密，並視其為勁敵，也同時幫對方保密。曾在歹徒襲擊時被死死美所救，因此有了變強的決心。結局成為了一名漫畫家。
轟大吾／綠戰士（聲：間島淳司）
綠戰士（5號）。負責傑拉特5的隊員招募。性格穩重，但面對死死美時會各種僵硬與恐慌。國中時是死死美在空手道場的師兄。為了維護師父的面子，而拚命與死死美練習，結果患上了「死死美恐懼症」。在高中2年級時，由於父母離婚而搬到東京。曾一度想拉攏死死美加入傑拉特5被婉拒後，後面為跨越自身恐懼與死死美對打後又輸了一塌糊塗後便告吹。最終還是沒治好自己的恐懼症。結局開設了「居酒屋大吾」。
大傑拉特博士（聲：茶風林）
傑拉特5的指揮官、總司令兼科學家。分析敵方情報及武器開發，是一個溫柔守護並激勵鼓舞不動的熱血男子。
琉璃宮·夏洛特·冰華
大傑拉特博士的孫女，於漫畫第32話加入傑拉特5，喜歡不動，對他擁有強烈的佔有慾。結局成為了月光的新任首領。

### 秘密結社月光
博斯拉大總統（聲：杉田智和）
月光的首領。有著威嚴的外表和時髦小鬍子，想透過收集人類負面情緒產生的負能量來征服世界。結局月光成為維繫和平的組織，並從首領的位置上退位，改任月光的顧問。
魔島忌忌／魔獸公主（聲：花澤香菜）
黑月高中風紀委員。性格較為暴躁，視死神公主為勁敵，對戀愛話題很感冒，討厭在學校公然曬恩愛的情侶。還被凶子調侃因為沒有男朋友所以忌妒。自從沙灘任務事件後對王子野產生恐懼。直屬上司為獅怪人。
黑百合凶子／鋼鐵公主（聲：金元壽子）
黑月高中學生會長，向蛇炮熊告白並交往。与魔兽公主的关系不错，脫下戰鬥服後是戴眼鏡的巨乳美女。
亂亂／斷罪公主（聲：桃月梨子）
穿著中式馬褂綁著辮子的少女，因接受間諜訓練所以較為沉默孤僻，在死死美的熱情邀請下參與其主辦的睡衣派對，與死死美成為好朋友。
擅長变脸和易容術，月光中少數知道死死美和不動交往的人之一。漫畫29話中假扮成不動引開魔獸公主等人，幫助兩人順利進行新年參拜約會。
寶條闇奈／灼熱公主（聲：佐倉綾音）
在月光中穿著太空裝般的服裝，月光成員們並不知其身分與外貌。是死死美的同班同學，喜歡死死美，常用各種手段來引起死死美的注意。月光中少數知道死死美和不動交往的人之一。
漫畫33話中以灼熱公主的身分把冰華帶走，幫助兩人享受情人節。
三途川鬼羅／鮮血公主（聲：澤城美雪）
黑月高中的保健老師。喜歡博斯拉大總統。在隊中負責治療，但總是將病人洗腦成嬰兒。
蛇炮熊／熊怪人（聲：安元洋貴）
幹部，死死美的直屬上司。後來與黑百合凶子成為戀人。經過改造手術與熊融合的怪人，雖然性格粗暴，但常因為部下死神公主的折騰露出辛苦的一面。
投石機蛇／蛇怪人（聲：金子彩花）
幹部，凶子的直屬上司。性別為女性。
鎖定鷹／鷲怪人（聲：綠川光）
幹部，闇奈的直屬上司。
無人機兔／兔怪人（聲：市之瀨加那）
幹部，亂亂的直屬上司。性別為女性。
究極怪人（聲：田村由香里）
通過收集人們的負能量而創造的終極怪物，就算是公主系列中的公主以及動物怪人的全力攻擊也完全無效，外貌像一個大嬰兒。可以吸收所吃的東西並將其轉化為自己的能力。最終不動和死死美聯手打敗他。又變回正常大小的嬰兒，被月光回收。

### 其他角色
禍原怨怨美（聲：橋本千波）
死死美的妹妹。性格較為陰沉，是個極端的姊控，喜歡姊姊死死美，對她擁有強烈的佔有慾。結局成為了月光的暗黑公主。
地獄子（聲：M·A·O）
死死美所飼養的母貓。很了解背負著死神公主身分戰鬥並渴望戀愛的主人死死美。
死死美的父親（聲：浜田賢二）
本名“禍原死死夫”，原月光戰鬥員，已退休，頭部左側帶有X型傷疤，非常疼愛女兒，討厭傑拉特5，也同時反對月光以外的秘密組織與傑拉特5為敵，一直在電視機前為女兒加油。
死死美的母親（聲：岩橋由佳）
本名“禍原殺殺美”，舊姓“咒田”。性格開朗，疑似知道死死美和不動交往的秘密。死死美的強悍實力似乎是遺傳自她。
不動的母親（聲：三宅麻理惠）
稱號為「吉祥寺聖母」，曾照顧過逾千名小孩的傳說保育士。興趣是跟朋友打歐巴桑排球。但是她的丈夫（不動的父親）没有介绍而被遗忘，在第九話或第五集有提到不動的父親。
橋本杏奈（聲：上坂堇）

## 創作
在訪談中，負責原作的野田宏表示自己其實不常看戰隊作品，而負責作畫的若松卓宏則十分喜愛戰隊作品。作品意念始於女主角死死美，野田覺得「雖然身邊的人都覺得自己很有才能，本人卻不想要這樣子，這種可憐模樣很可愛」。原本故事中只有死死美，跟編輯小田討論後決定加入戀愛對象，並覺得以超級戰隊隊長為對象會很有趣。他們也曾想過以秘密結社的新員工為她的戀愛對象。死死美的外貌設計參考了《蜘蛛人：新宇宙》的關，以及《魔法戰隊魔法連者》的反派角色娜伊。她的服裝原本是裝飾比較多布的，但在編輯小田的建議下，最終服裝露出身體的部分增加不少。

## 出版書籍
| 卷數 | 講談社         | 講談社                 | 東立出版社    | 東立出版社             |
| 卷數 | 發售日期       | ISBN                   | 發售日期      | ISBN                   |
| ---- | -------------- | ---------------------- | ------------- | ---------------------- |
| 1    | 2020年4月10日  | ISBN 978-4-06-518676-3 | 2022年4月14日 | ISBN 978-957-26-6322-6 |
| 2    | 2020年11月17日 | ISBN 978-4-06-521424-4 | 2023年5月11日 | ISBN 978-957-26-6323-3 |
| 3    | 2021年4月8日   | ISBN 978-4-06-522850-0 |               |                        |
| 4    | 2022年1月17日  | ISBN 978-4-06-526224-5 |               |                        |
| 5    | 2022年4月15日  | ISBN 978-4-06-527157-5 |               |                        |
| 6    | 2022年12月15日 | ISBN 978-4-06-530052-7 |               |                        |

單行本第1卷跟同由野田宏、若松卓宏創作的《異世界失格》第1卷同日發售。

## 電視動畫
2021年4月6日，宣布將獲改編為電視動畫。8月5日，宣佈動畫將於2022年首播，男女主角由小林裕介和長谷川育美飾演，旁白由立木文彥擔綱，並公開前導宣傳片，以及主要製作人員；動畫製作公司為project No.9。9月5日，公開第1張主視覺圖，並公佈其他7名角色的聲優。之後再分別於10月5日和11月5日，公佈另外3名和2名角色的聲優。12月10日，公佈演員桃月梨子會在動畫中飾演斷罪王女一角，為她初次擔任動畫聲優。
2022年1月14日，宣佈動畫將由2022年4月起於BS朝日、AT-X、愛知電視台和TOKYO MX首播，並公開第2張主視覺圖、正式宣傳片。2月2日，宣佈澤城美雪將飾演三途川鬼羅一角。2月18日、19日，在東京舉辦先行試映會，先行播映第1－3話。3月2日，宣佈動畫首播日期是4月8日。

### 製作人員
- 原作：野田宏、若松卓宏
- 導演：岩田和也（いわたかずや）
- 系列構成：杉澤悟
- 人物設定：小林明美
- 音樂：寶野聰史、葛西龍之介
- 動畫製作：project No.9[21]

### 主題曲
片頭曲

作詞、作曲、編曲：大石昌良，主唱：大石昌良、田村由香里
片尾曲

作詞：田淵智也，作曲：，編曲：中山真斗（F.M.F），主唱：DIALOGUE+

### 劇集列表
| 集數 | 標題                          | 作畫監督                                                                           | 編劇   | 分鏡                | 演出                | 首播日期      | 總作畫監督                                   |
| --- | ----------------------------- | ---------------------------------------------------------------------------------- | ------ | ------------------- | ------------------- | ------------- | -------------------------------------------- |
| 1 | 我喜歡你！ （）               | 吉田千尋、香川松吉、佐藤麻里那、清丸悟、渡邊奏                                     | 杉澤悟 | 岩田和也            | 野上和男            | 2022年4月8日  | 小林明美                                     |
| 戰隊「傑拉特5」的隊長相川不動（別名紅色冰果）和他的女友──邪惡組織「月光」戰鬥員禍原死死美（別名死神公主）約會，而他的隊友卻和死死美的部下戰鬥。當藍色冰果發現兩人時，不動和死死美立刻開始假裝戰鬥，當藍色冰果離開後，兩人又開始甜蜜地約會。不動回想起事態發展成現狀的起因。一周前，不動、有栖川春（粉紅色）、王子野隼人（藍色）、神宮寺美咲（黃色）和轟大吾（綠色）組成的戰隊在大傑拉特博士的指揮下，被派去與新出現的反派死神公主戰鬥，他們在戰鬥中擊敗重炮熊。不動在和死神公主單挑時對她一見鍾情，之後他在博士的鼓勵下，決定勇於表達心意。不動私下約死死美見面並向她告白，死死美原以為這是他的詭計，但後來被他的誠意打動，便和他交往。因為兩人所屬的組織水火不容，所以他們必須堅守這段禁忌的戀情。                                       |                               |                                                                                    |        |                     |                     |               |                                              |
| 2 | 約會的真理 （）               | 吉田千尋、、櫻井拓郎、、李少雷                                                     | 杉澤悟 |                     | 、曾我惠            | 2022年4月15日 | 小林明美、吉田千尋、香川松吉                 |
| 包括死死美在內的月光成員在貨櫃區和傑拉特5對戰，死死美和不動假借單挑為名遠離戰場，一起合照紀念。在黃冰果到場後，死死美躺在地上裝死，並在不動接受記者採訪時得知她有很多女性支持者。在黃冰果離開後，死死美要求和不動約會，雖然不動一口答應，但他其實並不清楚該如何約會。在不動查資料時，喝醉酒的美咲建議他只要做兩人都喜歡的事即可。次日，不動帶死死美去健身房，在死死美離席時，美咲打電話給不動，要他別聽自己酒醉時的建議。認為到自己鑄下大錯的不動四處尋找死死美，但在找到她後，才知道死死美並未因此生氣，反而很高興兩人能在一起。在兩人差點要接吻時，他們被各自的組織召回。一段時間後，死死美的貓地獄子回憶起死死美和不動的關係，雖然她認同死死美在談戀愛後的確得到了幸福，但她發誓如果不動害死死美傷心，就不會輕饒他。                   |                               |                                                                                    |        |                     |                     |               |                                              |
| 3 | 嚮往中的遊樂園 （）           | 、大野勉、濱津武廣、松本勝次                                                       | 杉澤悟 | 齋藤德明            | 羽多野浩平          | 2022年4月22日 | 小林明美、佐藤麻里那、清丸悟、香川松吉       |
| 在月光暫停活動兩星期後，不動產生了相思病，因此自願執行潛入月光基地的任務，並在從通風口潛入後發現同樣想念自己的死死美。兩人在休息室內愉快地玩遊戲，但他們差點被重炮熊發現，所幸及時躲進置物櫃裡才倖免。不動不小心惹惱死死美，在她把不動推出置物櫃時，不動撞倒重砲熊並意外啟動了他的新武器，最終導致爆炸並摧毀基地，讓美咲和博士誤以為不動達成任務。次日，月光首領波斯拉大總統召開會議，宣布即將展開蒐集人類負面情緒以製造怪人的計畫。死死美提議將遊樂園作為攻擊目標，但她其實想藉此和不動約會。週日，當月光和傑拉特5在遊樂園戰鬥時，不動和死死美趁機開溜，遊玩了許多設施。然而當傑拉特5離開時，小春發現不動和女孩子共乘雲霄飛車的照片。 |                               |                                                                                    |        |                     |                     |               |                                              |
| 4 | 能告訴我為什麼嗎？ （）       | 渡邉奏、奧野浩行、重國浩子、竹澤清貴、松本勝次、櫻井拓郎、森出剛、、大木賢一、CJT  | 杉澤悟 | 高木啓明            | 高木啓明            | 2022年4月29日 | 小林明美、佐藤麻里那、清丸悟、吉田千尋       |
| 在不動和死死美以各自的身分行動之外，他們也偽裝成普通高中生。死死美看到不動和小春在咖啡廳交談，便心煩意亂地逃跑了。小春想問清楚照片的事，並從言談中確信不動沒有女友。之後，傑拉特5和月光展開對戰，死死美不像以往和不動套招，而是對他痛擊。在兩人獨處後，死死美表示自己對小春感到忌妒，在不動發誓自己今生只愛她之後，死死美便放心了。小春聽到了整段對話，讓兩人錯愕萬分。但小春並未揭露此事，而是暗中和死死美對決，在她落敗後，死死美質問她的目的。小春透露自己加入戰隊是因為暗戀不動，而之所以不揭露兩人的關係，是因為死死美曾在自己被流氓襲擊時保護自己。小春不想破壞兩人的幸福，但也開玩笑地表示如果死死美變弱了，便會把不動搶過來。 |                               |                                                                                    |        |                     |                     |               |                                              |
| 5 | 原原本本的你 （）             | 日影工房                                                                           | 杉澤悟 | 飯田崇              |                     | 2022年5月6日  | 小林明美、香川松吉、清丸悟                   |
| 波斯拉公布上個月的績效，死神公主奪得第一名，讓排名第二的魔獸公主非常不滿。鋼鐵公主向兩人傾訴自己的戀愛煩惱，並在死神公主的建議下嘗試各種或許能讓自己變得更有女人味的辦法，但都毫無效果。死神公主向不動徵詢意見，並按照他的說詞，建議鋼鐵公主維持原本的樣子直接告白。之後鋼鐵公主向重炮熊告白，並順利和他交往。某日，死死美和不動在約會時，想餵他吃自己做的便當，但不動突然因盲腸炎而住院。在不動住院期間，美咲和不動的母親都想餵他吃蘋果，但都被他拒絕。最後在死死美前來探病時，成功地餵不動吃了蘋果，事後她也認識不動的母親，不動的母親很支持兩人交往。 |                               |                                                                                    |        |                     |                     |               |                                              |
| 6 | 難得來海邊一次 （）           | CJT 大木賢一 松本勝次 森出剛                                                       | 杉澤悟 | 藤澤俊幸            | のがみかずお        | 2022年5月13日 | 小林明美 香川松吉 清丸悟                     |
| 不動和死死美想到海邊約會。波斯拉宣布將死神公主升職為怪人，並將和猩猩融合。除了魔獸公主，死神公主的同事都很為她高興，而她家人也以她為榮，但死死美擔心這會影響到她和不動的戀情，但她難以回絕命令。不動得知此事後，雖不介意她和猩猩融合，但認為她應該坦率表達意見。之後她拒絕了波斯拉，並得到波斯拉的嘉許。大傑拉特博士和傑拉特5到海邊測試機器人性能，死神公主也和月光部隊到海邊埋伏，當死死美和不動在約會時，魔獸公主誤以為死神公主已經制伏不動，並潛入傑拉特戰隊中。當機器人因為博士的操作失誤而爆炸時，魔獸公主以為死神公主摧毀了機器人。 |                               |                                                                                    |        |                     |                     |               |                                              |
| 7 | 禍原死死美是我創造的怪物 （） | 濱津武廣 大木賢一 塚本步 大野勉 若林漢二                                           | 杉澤悟 | 木下ゆうき 若林漢二 | 若林漢二            | 2022年5月20日 | 佐藤麻里那 吉田千尋                          |
| 大吾在聽到死死美的名字後便嚇得昏過去，在不動詢問下，大吾道出自己和死死美的過去。十年前，大吾在空手道場習武，他按照師父的指示測試剛入門的死死美，卻被她超乎常人的力量嚇住了。不久後，大吾的師父慘敗給死死美，便決定關閉道場。為了安慰傷心的死死美，大吾便陪她訓練，並拚命訓練以免被死死美打死。在兩人進行最後一戰後，戰敗的大吾搬到東京。回憶結束後，大吾認為死死美的實力堅強，想招募她加入傑拉特5，死死美雖然對和大吾重逢感到開心，但回絕了入隊提議。大吾見到死死美和不動的甜蜜互動，認為她沉溺於愛情並因此變弱，決定再次向她挑戰，並表示如果死死美戰敗就必須和不動分手並加入戰隊，這使得死死美瞬間擊敗大吾。回家路上，死死美對戀情在戰隊內人盡皆知一事感到不安，並建議不動加強警惕，但兩人不知道的是，他們並肩的身影已經被人用相機拍下。 |                               |                                                                                    |        |                     |                     |               |                                              |
| 8 | 任何人都會有一兩個秘密 （）   | 吉田千尋 Revaival CJT                                                              | 杉澤悟 | 羽多野浩平          | 矢野孝典            | 2022年5月27日 | 小林明美 清丸悟 香川松吉                     |
| 拍下照片的人是死死美的同學寶條闇奈，她以照片威脅不動，不動誤以為闇奈這麼做的原因是暗戀自己，但闇奈表示自己暗戀的對象是死死美，之後兩人成了朋友。而死死美不知道的是，闇奈的另一個身分是月光旗下的灼熱公主。小春為了準備考試，和不動及死死美一起在死死美的房間開讀書會，但不動和死死美的教學方式十分怪異，讓小春一無所獲。在小春回去後，兩人提及未來的願景。不動希望成為小學教師，而死死美希望和不動上同所大學，並擔心父親會反對此事，恰巧死死美的父親在此時來訪。 |                               |                                                                                    |        |                     |                     |               |                                              |
| 9 | 姊姊變了 （）                 | 吉田千尋 古川博之 森出剛 日影工房 Revival CJT                                      | 杉澤悟 | 飯田崇              | かまどん            | 2022年6月3日  | 小林明美 佐藤麻里那                          |
| 死死美的父親對女兒推辭升職機會很不滿，並希望她高中畢業後全心工作，不動為死死美說話，並獲得他父親的認可。然而死死美的妹妹怨怨美對姊姊交男友一事無法接受，在她隨姊姊參觀月光的基地、並和姊姊一起逛街時，發現過去形象強悍的姊姊如今看來軟弱天真。在怨怨美獨自坐在路邊啜泣時，她被三名男子騷擾，引起幼時的心理創商，死死美把三人擊倒在地，並勸怨怨美去談戀愛。怨怨美依然認為姊姊變了，但變得和氣天真的姊姊也很棒。 |                               |                                                                                    |        |                     |                     |               |                                              |
| 10 | 「黑帝月」之上 （）           | 塚本步 大野勉 大木賢一 川森昇 清水勝祐 宮曉秀 吉田千尋 森出剛                      | 杉澤悟 | 若林漢二            | 田中健太郎 島田夢加 | 2022年6月10日 | 佐藤麻里那 宮暁秀 吉田千尋                   |
| 死死美邀不動參加自己高中的學園祭，學園祭中有個「黑帝月」的活動，可以讓活動中合照的人成為終生伴侶。但不動和隼人參加學園祭時很快就被學生認出，並一直遭到糾纏，而死死美也不斷被寶條騷擾。當兩人好不容易聚在一起約會時，又被魔島忌忌拆散。在黑帝月的活動結束前五分鐘，兩人終於設法擺脫隼人、寶條和忌忌，但面對充斥大量學生的活動會場，兩人擔心會再次引起騷動，就在兩人失去希望之際，死死美從某個穿著類似重炮熊布偶裝的學生得到靈感，便和不動一起變身。之後兩人以紅戰士和死神公主的姿態參加活動，眾學生誤以為是逼真的角色扮演，便十分歡迎他們。兩人成功拍攝合照，並承諾要見證眾人接受彼此關係的那一天。 |                               |                                                                                    |        |                     |                     |               |                                              |
| 11 | 變得要好起來有什麼意義？ （） | 松本勝次 CJT Revaival                                                              | 杉澤悟 | 福島利規            |                     | 2022年6月17日 | 小林明美 清丸悟 吉田千尋 香川松吉 佐藤麻里那 |
| 斷罪公主是月光之中獨來獨往的幹部，死神公主邀她和其他公主參加睡衣派對，試圖和她拉近關係。她們一起吃章魚燒、看電影、談論戀愛話題，但斷罪公主不知戀愛為何。在斷罪公主回去時，她表示自己玩得很開心，而死神公主也感謝她的參加。 不久後，不動提到他將出版新書並舉辦簽書會，然而她卻患上感冒，在學校保健室接受鮮血公主照顧，然而鮮血公主喜歡將病人洗腦成嬰兒。在魔獸公主和鋼鐵公主準備救出死神公主時，都被鮮血公主抓了起來。不動潛入學校找到死死美，並讀了自己的新書，讓死死美的洗腦得以解除。不動表示沒有人來參加簽書活動，因此死死美得以獲得第一本簽名書。另一方面，鮮血公主將野獸公主和鋼鐵公主洗腦成嬰兒。 |                               |                                                                                    |        |                     |                     |               |                                              |
| 12 | 永遠的對手 （）               | 波風立志 内野明雄 木下ゆうき 吉田千尋 清澤唯人 池田孝輝 小柳亜美 鈴木佐都 中村香穂 | 杉澤悟 | 羽多野浩平 板井寛樹 | 若林漢二            | 2022年6月24日 | 小林明美 清丸悟 佐藤麻里那 香川松吉          |
| 不動準備接演婚禮策畫公司的廣告，其中有和偶像一起切結婚蛋糕的情節。在死死美表示不能接受後，不動指責她自私。死死美離開後，不動才從小春口中得知死死美介意的原因。另一方面，波斯拉製造出能吸收他人能量的究極怪人，但究極怪人卻失控四處破壞，並摧毀了正在拍攝婚禮廣告的教堂，還毀了不動為死死美精心製作的蛋糕。傑拉特5、魔獸公主和鋼鐵公主試圖對抗究極怪人，但都徒勞無功，他們的最後手段是將傑拉特5的五件武器合而為一。在武器合體後，死死美和不動一起握住了劍，切開因為吃下廣告用結婚蛋糕而變成蛋糕外型的究極怪人，之後究極怪人便成了嬰兒大小。在記者前來採訪時，死死美再度攻擊不動，以維持兩人相互敵對的公眾形象。 |                               |                                                                                    |        |                     |                     |               |                                              |

## 参看
- 遺憾女幹部黑暗將軍小姐
- 激走戰隊車連者
- 英雄桑和原女干部小姐（日语：ヒーローさんと元女幹部さん）

## 外部連結
- 漫畫連載網站（日語）
- 野田宏的X（前Twitter）（日語）
- 若松卓宏的X（前Twitter）（日語）
- 電視動畫官方網站（日語）
- 電視動畫的X（前Twitter）（日語）